# Víctor Púa
Víctor Haroldo Púa Sosa (* 31. März 1956 in Paso de los Toros) ist ein ehemaliger uruguayischer Fußballspieler und heutiger Fußballtrainer.

## Spielerlaufbahn

### Verein
Auf Vereinsebene begann der zentrale Verteidiger Púa in Montevideo 1970 bei Liverpool Montevideo. Dort spielte er bis 1974. Im Folgejahr stand er bei Colón unter Vertrag. Bella Vista (1976–1977) und Defensor Sporting (1978–1981) waren seine nächsten Stationen. Zu beiden Vereinen sollte Púa später jeweils für ein abermaliges Engagement zurückkehren. 1982 ging er nach Paraguay zum Club Olimpia und stand 1983 wieder in Reihen Defensors. Nach einem Wechsel innerhalb der Stadt lief er 1984 für die Rampla Juniors FC auf. Im folgenden Jahr sicherte sich der städtische Konkurrent River Plate Montevideo seine Dienste. Der zweiten Station im Jahre 1986 bei Bella Vista folgte der erneute Gang ins Ausland. Dort schloss Púa sich 1987 im argentinischen Corrientes Mandiyú an. Im Jahresrhythmus wechselte er dann von Sportivo Italiano (1988) über Cerrito (1989) zu Sud América (1990). Auch ist verzeichnet, dass er bei CA Progreso zur Mannschaft gehörte, die an der Copa Libertadores teilnahm.

### Nationalmannschaft
Púa war Mitglied der uruguayischen Auswahlmannschaft. Mit dem uruguayischen Team vertrat er sein Heimatland bei den Panamerikanischen Spielen 1983 und gewann dort mit der Celeste das Fußballturnier. Im Verlauf des Turniers bestritt er alle vier Spiele.

## Trainertätigkeit
Er begann seine Trainerlaufbahn laut der nicaraguanischen Zeitung La Prensa beim uruguayischen Klub River Plate Montevideo, wo er zunächst die Reserve betreute und 1991 die Erste Mannschaft übernahm. Die Datenbank playerhistory verortet ihn dagegen in den Jahren 1990 bis 1992 als Trainer beim namensgleichen argentinischen Traditionsverein River Plate. Dem widerspricht jedoch ebenfalls die costa-ricanische Tageszeitung La Nación, die für ihn eine von 1990 bis 1993 währende Zeit bei den Montevideanern anführt. 1994 wurde Púa Junioren-Nationaltrainer des uruguayischen Nationalteams. Dort betreute er sowohl die U-17 als auch die U-20. Mit letzterer beendete er die U-20-WM 1997 auf dem zweiten Platz. Zwei Jahre später nahm er mit der U-17 an der U-17-Fußball-Weltmeisterschaft 1999 in Neuseeland und mit der U-20 zudem an der Junioren-Fußballweltmeisterschaft 1999 in Nigeria teil. 1999 übernahm er laut La Prensa erstmals, obwohl auch seine Tätigkeit als Nationaltrainer beim FIFA-Konföderationen-Pokal 1997 durch die FIFA belegt ist, das uruguayische A-Nationalteam und führte es bei der Copa América 1999 auf den zweiten Rang. Anschließend beerbte er den zwischenzeitlich als Nationaltrainer fungierenden Argentinier Daniel Passarella erneut auf dieser Position. Bei der Copa América 2001 belegte er mit Uruguay den 4. Platz. Er beendete die WM-Qualifikation mit Uruguay auf dem fünften Platz der Südamerika-Gruppe und setzte sich in den Play-offs gegen Australien durch. Bei der Weltmeisterschaft 2002 traf Uruguay in der Vorrundengruppe A auf Dänemark, den amtierenden Weltmeister Frankreich und das spätere Überraschungsteam Senegal. Nach einer 1:2-Niederlage gegen Dänemark und einem 0:0 gegen Frankreich benötigte Uruguay im letzten Gruppenspiel gegen den Senegal unbedingt einen Sieg, um doch noch ins Achtelfinale einzuziehen. Uruguay lag allerdings bereits zur Halbzeitpause mit 0:3 zurück, doch kämpfte sich ins Spiel zurück und schaffte den Ausgleich zum 3:3. Richard Morales vergab kurz vor Schluss die Chance zum Siegtreffer, woraufhin Uruguay die Gruppe A als Dritter beendete und in der Vorrunde ausschied.
Ab Juni 2004 trainierte Púa kurzzeitig das argentinische Erstligateam Rosario Central, wo er Miguel Ángel Russo ersetzte. Nach nur zwei Spielen verließ er den Klub allerdings auf Grund von Differenzen mit der Vereinsführung und einer Niederlage im Lokalderby gegen die Newell’s Old Boys bereits am 23. August 2004 und somit zehn Tage nach Beginn des Torneo Apertura wieder.
Am 2. September 2012 trat Púa von seinem Posten als Jugendkoordinator Peñarols zurück, den er zuvor fast fünf Jahre innehatte, nachdem die Jugendmannschaften von den unmittelbar zuvor ausgetragenen fünf Clásicos keines gewannen und dreimal als Verlierer aus den Partien hervorgingen. Zwischenzeitlich war er bei den Aurinegros im Jahr 2009 auch als Trainer der Ersten Mannschaft eingesprungen.